# Jens Tillman

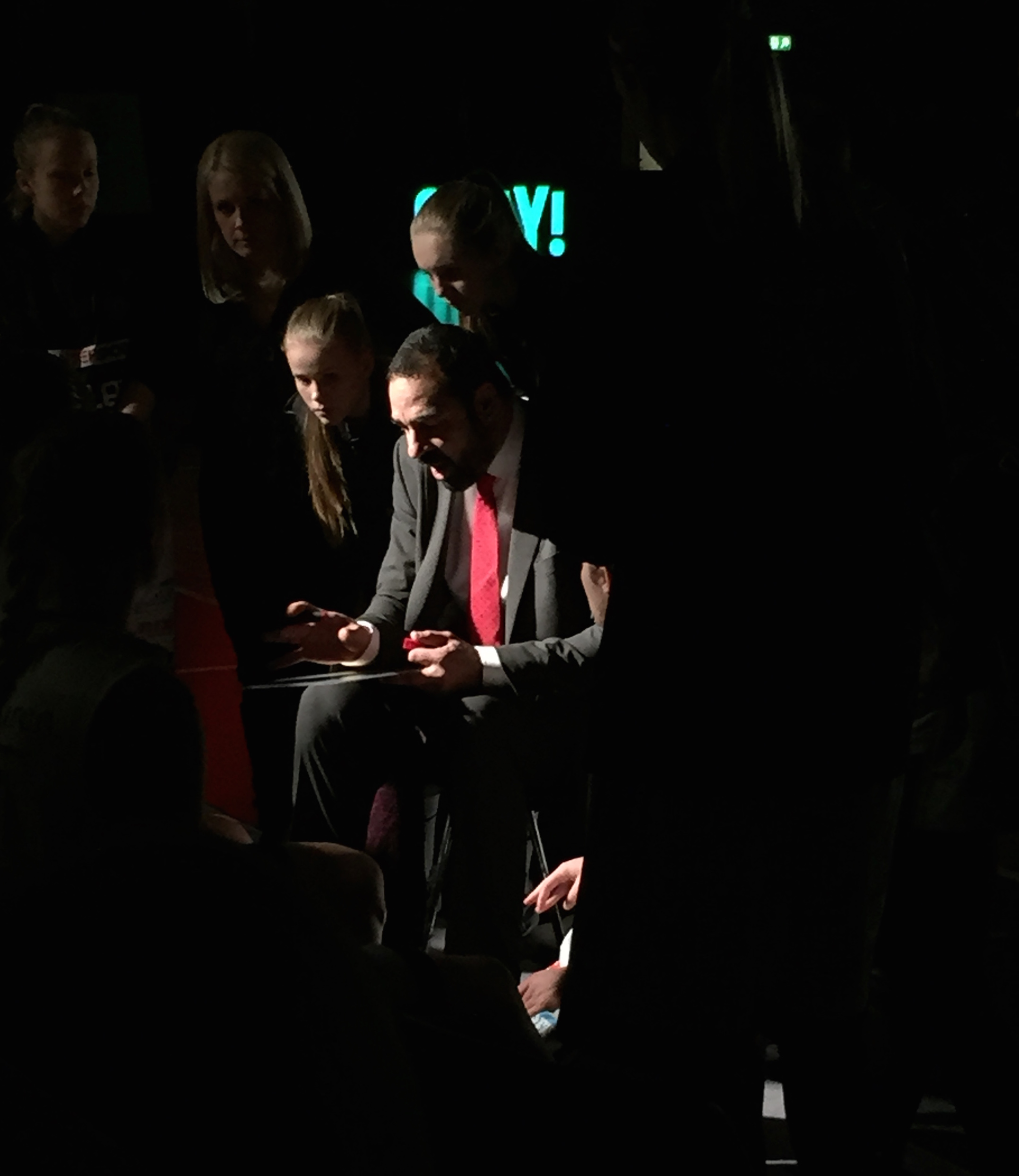
Jens Tillman under en time out i SM-finalen mellan Northland och Udominate 22 april 2015.

Jens "Jesse" Julian Tillman, född 10 oktober 1970, är en svensk tidigare basketspelare, numera coach för Umeå BSKT.
Tillman hade en framgångsrik karriär som spelare i Uppsala, Södertälje, Norrköping, Plannja och Oslo Kings. Han spelade 73 landskamper för Sverige och vann fem SM-guld, tre med Plannja och två med Södertälje. 
Därefter inledde han en coachkarriär, där han i huvudsak jobbat på damsidan.  Han var i Uppsala och Ockelbo BBK innan han säsongen 2008/2009 blev coach för Marbo Basket (nu Mark) från Borås. Han anslöt inför säsongen 2009/2010 till Södertälje BBKs organisation, det var efter att han inte hade fått fortsatt förtroende att leda Marks Damligalag. Under säsongen 2009/2010 jobbade han med klubbens breddverksamhet och bollgymnasiet samt coachade SBBK:s F95-lag som tog hem USM. Från 2010 var han coach för Telge Basket. Dessutom är han assisterande coach för U16-landslaget. Tillman lämnar SBBK 2012 efter tre år och två SM-guld och utmärkelsen "Årets coach" i Basketligan dam 2012. Han återvänder sedan till Luleå, där han börjar ett jobb på Riksbasketgymnasiet, där han tillträder ett vikariat för Mikael Johansson, som blir tjänstledig efter att han nyligen utsetts till coach för Northland Basket. Parallellt med tjänsten på Luleå basketgymnasium ingår Tillman i coachstaben för LF Basket. Han tillträdde sin nya tjänst 1 maj 2012.
Tillman blev huvudtränare i Northland 1 juni 2013, och har sedan lett Northland (som sedan bytte namn till Luleå Basket inför säsongen 2015/2016) till tre raka SM-guld, 2013/2014, 2014/2015 och 2015/2016.